# Auguste Jubé de La Perelle
Auguste Jubé, baron de La Perelle, né le 12 mai 1765 à Vert-le-Petit, mort le 1er juillet 1824 à Dourdan (Seine-et-Oise), est un général, homme politique et historiographe français.

## Biographie
Fils d'Augustin Claude Jubé, régisseur des terres du Bouchet et de Leuville, et de Charlotte Eurry de La Perrelle, sa sœur épouse le comte de Lacépède. 
Après de brillantes études, il devient contrôleur par intérim dans l'administration de la marine en 1786. En 1789, il fait divers stages sous les ordres de Dumouriez, Soucy et Wimpffen, devient adjudant-général de la 10e légion de la garde nationale de la Manche en 1792, et est élu, le 11 septembre 1792, premier député suppléant de la Manche à la Convention nationale, où il n'est pas appelé à siéger. 
Destitué un moment, comme ayant été nommé par Wimpffen, il est employé en janvier 1793, à l'état-major de l'armée de l'Ouest, exerce en 1794, les fonctions d'inspecteur général des côtes de la Manche, et en frimaire an III, celles d'inspecteur général des côtes. Adjudant-général à l'armée de terre le 6 pluviôse an IV, chef d'état-major de Hoche en fructidor, commandant de la garde du Directoire de vendémiaire an V au 18 brumaire an VIII, il mérite, dans cette dernière journée la faveur du général Bonaparte, qui le nomme, trois jours après, chef d'état-major de la nouvelle garde consulaire, sous les ordres de Murat, avec la charge d'en assurer l'organisation. 
Le 4 nivôse de la même année, il est appelé au Tribunat, à sa création, et y siège jusqu'à sa suppression en 1807. Membre de la Légion d'honneur le 4 frimaire an XII, commandeur de l'ordre le 25 prairial, il est nommé préfet de la Doire le 30 mai 1808, créé baron de l'Empire le 14 avril 1810, et appelé à la préfecture du Gers le 12 mars 1813.
Il se rallie à la Restauration, est nommé par Louis XVIII chevalier de Saint-Louis, et attaché au ministère de la Guerre en qualité d'historiographe. Il est promu général de brigade pendant les Cent-Jours, le 1er juillet 1815. Il obtient sa retraite avec le grade de maréchal de camp.
Marié à Félicité Harpe, divorcée du général Brouard et remariée en troisièmes noces au colonel de Bony, il est le beau-père d'Émile-Auguste Doumet.

## Publications
- Couplets-impromptus au brave Marc Tancogne, de la commune d'Agen, soldat au 71e régiment d'infanterie, chantés à la fin du repas que lui ont donné les représentans du peuple, députés du département de Lot-et-Garonne, et leurs amis C. St-C. B... et Aug. J... (1794)
- Détail exact des ceremonies qui auront lieu aujourd'hui décadi au Luxembourg pour la réception du général Buonaparte, porteur, de la ratification du Traité de paix qu'il a conclu avec l'empereux: désignation des hymnes qui ont été donnés pour la publication de la paix (1797)
- Couplets patriotiques chantés à l'inauguration du nouveau pavillon national, dans la rade de Cherbourg, le 1er prairial
- Discours prononcé par Aug. Jubé: dans la séance extraordinairement [du] Tribunat convoquée le 4 nivose an 9 (1800)
- Observations rapides par Auguste Jubé, contre le projet de loi relative aux Archives nationales: Tribunat. Séance du 11 frimaire an 9 (1800)
- Aux habitants du district de Cherbourg. 1er entretien patriotique
- Rapport fait au nom de la section de l'intériour, sur la concession d'un droit de péage pour l'amélioration de la navigation du Tarn: Tribunat. Séance du 16 floréal an 11 (1803)
- La Victoire d'Austerlitz, chant de reconnaissance (1805)
- Histoire des guerres des gaulois et des français en Italie: avec le tableau des événemens civils et militaires qui les accompagnèrent, et leur influence sur la civilisation et les progrès de l'esprit humain, Volume 2 (1805)
- Histoire des Guerres des Gaulois et des Français en Italie, Volume 5 (1805)
- Hommage des Français à l'empereur Alexandre: de la nécessité de transmettre à la postérité le souvenir des bienfaits de l'empereur Alexandre et de ses augustes Alliés, et des moyens de signaler la reconnaissance des Français : [Paris, 3 avril 1814] (1814)
- Lettre à M. le Vte de Châteaubriant... concernant un pamphlet intitulé : "De la Monarchie selon la Charte"... (1816)
- Nouvelle lettre du chevalier de l'union à sm. le vicomte de Chateaubriand, sur sa nouvelle proposition; suivie d'une analyse du Tableau politique de l'Allemagne (1816)
- Des essais de M. Scheffer, sur quatre grandes questions politiques, et particulièrement de son opinion relative aux armées (1817)
- Encore un Concordat: Notes rapides sur les articles d'une loi proposée pour l'enregistrement et la publication d'un nouveau concordat (1817)
- Quelques mots sur la proclamation de m. le vicomte de Chateaubriand (1818)
- Le Post-Scriptum (1818)
- Lettre d'un Français à lord Stanhope, et réflexions sur l'évènement arrivé à lord Wellington, dans la nuit du 10 au 11 février (1818)
- Le Chansonnier des Graces, Pour 1819: Avec les Airs nouveaux gravés (1818)
- La cour-pléniere des Iles de parlas, ou, M.DCCC.XIXe. chapitre de la vie Pantagruel: morceau d'histoire (1819)
- Le temple de la gloire ou les fastes militaires de la France depuis le règne de Louis XIV jusqu'à nos jours, Volume 1
- Le temple de la gloire ou les fastes militaires de la France: depuis le règne de Louis XIV jusquá̀ nos jours, Volume 2 (1820)
- Le temple de la gloire, ou, Fastes militaires de la France: depuis le règne de Louis XIV jusqu'à nos jours : contenant le récit des principaux faits d'armes, tant sur terre que sur mer (1820)
- Péroraison qui devait être prononcée par l'un des défenseurs du maréchal Ney... en décembre 1815, publiée par la veuve du général Jubé. (1830)
- Histoire des campagnes des Français de 1643 à 1815, par le général Jubé. Nouvelle édition, continuée jusqu'à la fin du règne de Napoléon... (1835)

### Sources
- « Jubé (Augustin), baron de la Perelle », dans Adolphe Robert et Gaston Cougny, Dictionnaire des parlementaires français, Edgar Bourloton, 1889-1891 [détail de l’édition]
- Georges Six, Dictionnaire biographique des généraux et amiraux français de la Révolution et de l'Empire, 1934
- Louis Gabriel Michaud, Biographie universelle ancienne et moderne, Volume 21, 1858
- Les papiers personnels d'Auguste Jubé de La Perelle et de sa famille sont conservés aux Archives nationales sous la cote 140AP[1].